# نصب كهرمانة

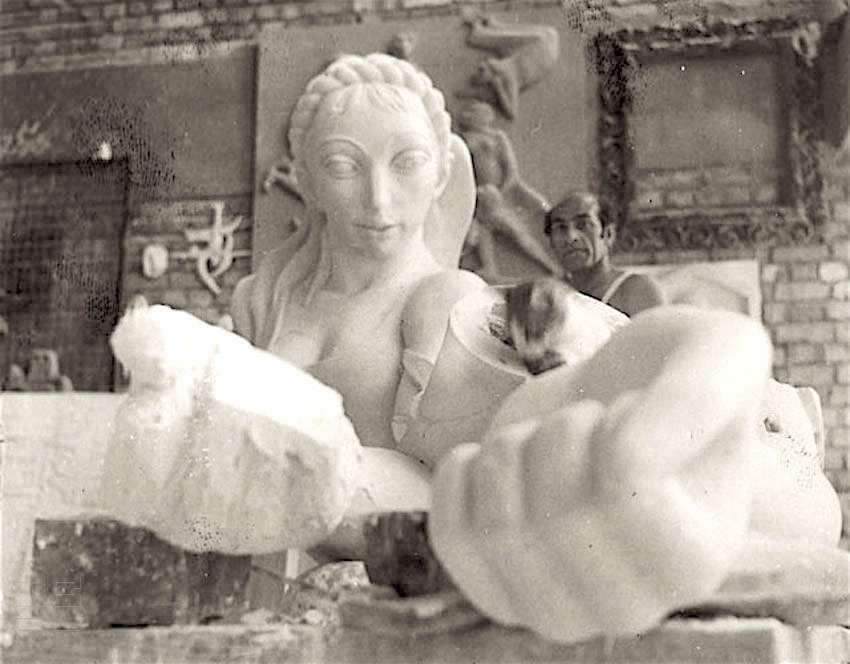
محمد غني حكمت خلال العمل على نحت نُصب كهرمانة، بغداد، 1969.

نُصب كهرمانة هي نافورة تقع في شارع السعدون ببغداد تصور مشهدًا من أسطورة علي بابا والأربعون لصا. قصة مأخوذة من ألف ليلة وليلة، حيث تغلبت الخادمة مرجانا على اللصوص بخداعهم للاختباء داخل الجرار ثم سكبت عليها الزيت الساخن. تم افتتاح النصب رسمياً عام 1971 وكان من عمل النحات العراقي محمد غني حكمت. وأصبح أحد أكثر الأعمال الفنية العامة شهرة في بغداد. في أعقاب الغزو الذي قادته الولايات المتحدة عام 2003، اتخذ العمل معاني جديدة للشعب العراقي.

## الخلفية
منذ عام 1969 عندما أصبح العراق جمهورية وأطيح بالملكية الهاشمية، تم تكليف كبار الفنانين والنحاتين بإنتاج أعمال فنية من شأنها تجميل مدينة بغداد وتمجيد ماضي العراق القديم والمساهمة في الشعور بالهوية الوطنية. خلال تلك الفترة، النحاتين امثال خالد الرحال، جواد سليم ومحمد غني حكمت نفذوا عدد من التماثيل والنصب التي تنتشر الآن في جميع أنحاء مدينة بغداد.
كان محمد غني حكمت، الذي كلف ببناء كهرمانة، نحاتًا عراقيًا معروفًا، عُرضت أعماله العامة في جميع أنحاء شوارع بغداد والمساحات الحضرية. اكتسبت أعماله شهرة لأنها صورت مشاهد من الحياة اليومية لشعب بغداد واعتمدت أيضًا على الفولكلور العراقي. العديد من المنحوتات المبكرة لغني مستوحاة من الفولكلور العراقي، وخاصة شخصيات من ألف ليلة وليلة. كانت أعماله الأولى تصويرية وتضمنت تماثيل البحار سندباد، والشاعر المتنبي، والخليفة العباسي الأول أبو جعفر منصور، وحمورابي (بالبرونز) وجلجامش. مع نضوج غني، أصبحت أعماله مجردة بشكل متزايد، لكنه لم يغفل أبدًا عن الحاجة إلى الرجوع إلى تقاليد الفن العراقي القديم من خلال استخدام الخط العربي والتصاميم الهندسية والميزات المعمارية السومرية.
ابرز أعماله المعروفة هي تماثيل الملكة شهرزاد والملك شهريار، وتقع على ضفاف نهر دجلة قرب شارع ابي نواس و نصب كهرمانة في منطقة الأعمال المركزية.

## الوصف
تم بناء النافورة في أواخر الستينيات وافتتحت في عام 1971، وهي مستوحاة من قصة علي بابا والأربعين لصا من ألف ليلة وليلة والفتاة مرجانا (أو مورجانا) التي تغلبت على اللصوص. تروي القصة كيف أقنعت الخادمة اللصوص الذين جاؤوا لمهاجمة سيدها بالاختباء في أوعية التخزين. ثم تصب الزيت المغلي في الجرار لقتل اللصوص. وكدليل على امتنانه، منح علي بابا مرجانا حريتها وتزوجت في النهاية من ابن علي بابا.
تُصوِّر النافورة الفتاة الخادمة واقفة على 40 جرة جاهزة لصب الزيت الساخن. صنعت من البرونز، بارتفاع 3.3 متر، وتقع في ساحة كهرمانة، شارع سعدون، بغداد. بينما تصب الفتاة الماء، تتدلى سلسلة من النوافير المتدلية نحو الأسفل نحو قاعدة التمثال.
ساهمت المياه المتدفقة في عظمة النصب التذكاري ، لكن المياه توقفت خلال الحرب العراقية الإيرانية وسقطت النافورة في حالة سيئة، مع حواف متضخمة وامتلأت قاعدة النافورة بالقمامة. تم طلاء أواني التخزين الخاصة به باللون الأخضر، وهو اللون الذي أثار استهجان النحات.
بعد الغزو الذي قادته الولايات المتحدة عام 2003، اتخذت بعض أعمال حكمت معاني جديدة وظهرت تفسيرات سياسية جديدة من تدمير العراق. ورأى العراقيون حينها أن العمل يمثل الواقع الجديد لبلدهم وأصبح الرقم "40" مشحونًا بالمعنى. كان مجلس الحكم المؤقت، بعد الاحتلال، يضم أربعين شخصًا، جاءوا ليرمزوا إلى الأربعين لصًا؛ وتألفت قرارات الحاكم المدني العراقي بول بريمر من 53 قرارا، مع القرار رقم 40 المتعلق بحل الجيش العراقي. أدى هذا القرار ، الذي ترك حوالي 400 ألف جندي عراقي بدون عمل، إلى احتجاجات عامة وأصبحت نافورة كهرمانة نقطة انطلاق شعبية للمظاهرات العامة ونشطاء الحقوق المدنية.

## المواصفات
- نوع النصب التذكاري: نافورة
- المواد: برونز
- الإرتفاع: 3.3 متر
- تاريخ الافتتاح: 1971
- المكان: ساحة كهرمانة ، شارع سعدون ، بغداد
- المصمم والباني: محمد غني حكمت

## تراث
في عام 2015 ، الذكرى السبعين لإنشاء الأمم المتحدة، تم اختيار نافورة كهرمانة للتراث الوطني العالمي.